# روبرت ويلسون (فيلسوف)
روبرت ويلسون هو فيلسوف كندي، ولد في 1964.